# NGC 2872
NGC 2872 je galaksija u zviježđu Lavu.

## Vanjske poveznice
- SEDS: NGC 2872